# Episodi di Supernatural (quindicesima stagione)

Logo della quindicesima ed ultima stagione

La quindicesima e ultima stagione della serie televisiva Supernatural è stata trasmessa in prima visione negli Stati Uniti da The CW dal 10 ottobre 2019 al 19 novembre 2020. È la quarta e ultima stagione con Andrew Dabb e Robert Singer come showrunner.
In Italia è stata trasmessa in prima visione assoluta su Rai 4 dal 30 agosto al 10 settembre 2021, con la messa in onda nel primo pomeriggio rispetto al preserale delle precedenti stagioni.
Il finale di serie era programmato per il 18 maggio 2020, ma la produzione è stata rimandata a causa della pandemia di COVID-19 che nel marzo 2020 ha indotto la Warner Bros. Television ad annullare le riprese. Il 23 marzo Dabb ha rivelato che la stagione sarebbe stata messa in pausa dopo il tredicesimo episodio e successivamente ha precisato che, al momento della sospensione, era stata completata la produzione di diciotto dei venti episodi ma la post-produzione era slittata a causa della quarantena. Con il riavvio delle riprese e della post-produzione degli episodi già girati, la serie riparte con la messa in onda l'8 ottobre 2020 con il finale previsto per il 19 novembre.
L'antagonista principale della stagione è Dio.
| n° | Titolo Originale                 | Titolo Italiano                     | Prima TV USA     | Prima TV Italia   |
| -- | -------------------------------- | ----------------------------------- | ---------------- | ----------------- |
| 1  | Back and to the Future           | Ritorno al futuro                   | 10 ottobre 2019  | 30 agosto 2021    |
| 2  | Raising Hell                     | Scatenando l'inferno                | 17 ottobre 2019  | 30 agosto 2021    |
| 3  | The Rupture                      | La rottura                          | 24 ottobre 2019  | 31 agosto 2021    |
| 4  | Atomic Monsters                  | Mostri atomici                      | 7 novembre 2019  | 31 agosto 2021    |
| 5  | Proverbs 17:3                    | Proverbi 17:3                       | 14 novembre 2019 | 1º settembre 2021 |
| 6  | Golden Time                      | Età d'oro                           | 21 novembre 2019 | 1º settembre 2021 |
| 7  | Last Call                        | Ultima chiamata                     | 5 dicembre 2019  | 2 settembre 2021  |
| 8  | Our Father, Who Aren't in Heaven | Padre nostro, che non sei nei Cieli | 12 dicembre 2019 | 2 settembre 2021  |
| 9  | The Trap                         | La trappola                         | 16 gennaio 2020  | 3 settembre 2021  |
| 10 | The Heroes' Journey              | Il viaggio degli eroi               | 23 gennaio 2020  | 3 settembre 2021  |
| 11 | The Gamblers                     | I giocatori d'azzardo               | 30 gennaio 2020  | 6 settembre 2021  |
| 12 | Galaxy Brain                     | Cervello galattico                  | 16 marzo 2020    | 6 settembre 2021  |
| 13 | Destiny's Child                  | La figlia del Destino               | 23 marzo 2020    | 7 settembre 2021  |
| 14 | Last Holiday                     | Ultime vacanze                      | 8 ottobre 2020   | 7 settembre 2021  |
| 15 | Gimme Shelter                    | Gimme Shelter                       | 15 ottobre 2020  | 8 settembre 2021  |
| 16 | Drag Me Away (From You)          | Trascinami via (da te)              | 22 ottobre 2020  | 8 settembre 2021  |
| 17 | Unity                            | Unità                               | 29 ottobre 2020  | 9 settembre 2021  |
| 18 | Despair                          | Disperazione                        | 5 novembre 2020  | 9 settembre 2021  |
| 19 | Inherit the Earth                | Eredita la Terra                    | 12 novembre 2020 | 10 settembre 2021 |
| 20 | Carry On                         | Proseguire                          | 19 novembre 2020 | 10 settembre 2021 |

## Ritorno al futuro
- Titolo originale: Back and to the Future
- diretto da: John Showalter
- scritto da: Andrew Dabb

### Trama
Sam, Dean e Castiel, portandosi dietro il corpo di Jack, riescono a sfuggire all'orda di fantasmi e zombie, trovando riparo in una cripta: qui il demone Belfagor possiede il cadavere del Nephilim e offre il suo aiuto, dicendo che intende collaborare per poter tornare alla sua vita agli inferi. Il demone rivela che Chuck ha aperto tutte le porte dell'Inferno, compresa la gabbia in cui era rinchiuso l'arcangelo Michele, e devono trovare un modo per evitare che miliardi di anime si riversino sulla Terra. I quattro riescono a far evacuarne i cittadini in modo da permettere a Belfagor di realizzare l'incantesimo che intrappola i fantasmi all'interno del perimetro della città, ma la protezione non reggerà a lungo e per rimandare le anime all'Inferno serve un potente incantesimo. Controllando la ferita di Sam, Castiel rivela che essa emana un'energia che non ha mai avvertito prima e che non riesce a guarirlo con i suoi poteri. Sam, parlando con il fratello, si dice felice della situazione perché una volta superata quest'ultima apocalisse saranno finalmente liberi.
- Supernatural Legends: demoni, fantasmi, Donna in bianco.
- Guest star: Melanie Merkosky (Carla)
- Musiche: Too Good to Be True (Lon Rogers & the Soul Blenders)
- Ascolti USA: telespettatori 1,26 milioni - rating 18-49 anni 0,4%[4]

## Scatenando l'inferno
- Titolo originale: Raising Hell
- Diretto da: Robert Singer
- Scritto da: Brad Buckner e Eugenie Ross-Leming

### Trama
Sam, Dean e Castiel sono sempre più in difficoltà nel gestire i fantasmi imprigionati nella cittadina e in loro aiuto giungono Rowena e Ketch. Quest'ultimo rivela di essere stato assoldato da un demone, Ardat, per uccidere Belfagor, ma Sam e Dean gli intimano di mettere da parte il suo piano siccome in quel momento l'aiuto del demone è fondamentale. I cacciatori scoprono che tra le anime fuggite dall'Inferno c'è anche Kevin Tran, che rivela ai Winchester di non essere stato mandato in Paradiso come aveva promesso Chuck, e grazie anche al suo aiuto i cacciatori riescono a contrastare la fuga di alcune anime. Sam e Dean promettono a Kevin di portare la sua anima in Paradiso, ma Belfagor rivela che un'anima che è stata all'Inferno non può accedere al Paradiso a meno che non lo permetta lo stesso Chuck, così Kevin decide di vagare sulla Terra come fantasma anziché tornare all'Inferno. Nel frattempo Chuck si ricongiunge con Amara, la quale si accorge subito che suo fratello si è indebolito per via dello sparo di Sam, ma si mostra molto restia ad aiutarlo. Rowena riesce a creare un cristallo col quale imprigionare le anime, ma l'arma si rivela poco efficace e cattura poche anime alla volta. Inoltre uno dei fantasmi prende possesso di Ketch che ruba il cristallo a Rowena e intende utilizzarlo come bomba per distruggere la barriera che blocca le anime, dunque Dean si trova costretto a ferire l'amico sparandogli un colpo sulla spalla.
- Supernatural Legends: demoni, fantasmi, Jack lo Squartatore, Dio, Oscurità.
- Guest stars: Osric Chau (Kevin Tran), David Haydn-Jones (Arthur Ketch), Ruth Connell (Rowena), Emily Swallow (Amara), Rob Benedict (Chuck/Dio)
- Ascolti USA: telespettatori 1,16 milioni - rating 18-49 anni 0,3%[5]

## La rottura
- Titolo originale: The Rupture
- Diretto da: Charles Beeson
- Scritto da: Robert Berens

### Trama
Rowena fallisce un incantesimo di fortificazione della barriera e rivela che non c'è modo di fermare la fuoriuscita degli spiriti, ma Belfagor propone di usare il Bastone di Lilith, un'arma capace di richiamare gli spiriti infernali, mentre la strega tenterà un incantesimo di guarigione per chiudere definitivamente la voragine infernale. Intanto Ketch, ricoverato in ospedale dopo lo scontro con i fantasmi, viene ucciso da Ardat la quale ha scoperto che il mercenario stava collaborando con Belfagor e i Winchester. Mentre Castiel e Belfagor scendono all'Inferno per recuperare il bastone, vengono raggiunti da Ardat che, durante uno scontro con l'angelo, rivela le intenzioni del demone: Belfagor intende usare il bastone per assorbire tutte le anime infernali e ottenere una potenza quasi divina per regnare sull'Inferno. Belfagor uccide Ardat e mentre si appresa a usare il bastone viene fermato da Castiel che è costretto a ucciderlo, distruggendo però il corpo di Jack. Nel frattempo Sam aiuta Rowena con l'incantesimo, ma avvertendo che il piano non sta andando come previsto la strega decide di utilizzare un altro incantesimo con cui assorbire le anime e gettarsi all'Inferno, ma perché esso funzioni Sam è costretto a ferirla a morte. Sventata l'apocalisse, Dean e Castiel hanno un duro confronto e l'angelo, capendo che il cacciatore non ha più avuto fiducia in lui sin dalla morte di Mary, decide di andarsene.
- Supernatural Legends: demoni, fantasmi.
- Guest stars: David Haydn-Jones (Arthur Ketch), Ruth Connell (Rowena).
- Ascolti USA: telespettatori 1,24 milioni - rating 18-49 anni 0,3%[6]

## Mostri atomici
- Titolo originale: Atomic Monsters
- Diretto da: Jensen Ackles
- Scritto da: Davy Perez

### Trama
Sam, ancora scosso per le morti di Rowena e Jack, ha degli incubi in cui il sangue demoniaco riprende il sopravvento e lo trasforma in un mostro. Dean, deciso a fargli riprendere aria, lo porta in un nuovo caso nell'Iowa riguardante la morte di una cheerleader per mano di un vampiro; dopo aver risolto il caso i due fratelli hanno un confronto sul futuro che li aspetta e Sam si rende conto che, nonostante la scomparsa di Chuck, non riesce a sentirsi libero come Dean. Nel frattempo Chuck si reca a casa di Becky per avere conforto: la donna quindi lo sprona a ricominciare a scrivere e, dopo che la prima bozza che redige gli viene descritta come troppo blanda, Chuck crea una trama molto più oscura. Poi rivela a Becky la sua vera identità e dopo aver fatto sparire lei e la sua famiglia, continua a scrivere la nuova fine che ha in mente per i Winchester.
- Supernatural Legend: Vampiri.
- Guest star: Emily Perkins (Becky Rosen), Rob Benedict (Chuck/Dio), Ty Olsson (Benny Lafitte).
- Musiche: Sounds of Someday (Radio Company)
- Ascolti USA: telespettatori 1,10 milioni - rating 18-49 anni 0,3%[7]

## Proverbi 17:3
- Titolo originale: Proverbs 17:3
- Diretto da: Richard Speight Jr.
- Scritto da: Steve Yockey

### Trama
Sam e Dean si recano in Colorado per investigare sulla morte di due ragazze vittime di una coppia di fratelli licantropi, Andy e Josh May. Ashley, la ragazza sopravvissuta all'aggressione, confessa a Dean di aver visto gli aggressori e che uno di loro ha preferito lasciarla in vita, ma l'ha minacciata di non proferirne parola. Sam comincia ad avere dei dubbi in quanto per la prima volta hanno risolto un caso con molta facilità, ma nonostante tutto i fratelli Winchester offrono protezione alla ragazza ed escogitano un piano per cogliere di sorpresa i licantropi. Josh scopre che il fratello ha lasciato in vita Ashley e la cattura con l'obiettivo di ucciderla, ma Sam e Dean giungono in tempo per salvarla e affrontare i licantropi. Durante lo scontro, Andy chiede di essere risparmiato in quanto contrario ai metodi di Josh, così uccide il fratello per poi togliersi la vita, lasciando i Winchester attoniti per quanto successo. A quel punto Ashley rivela ai Winchester di essere Lilith, riportata in vita da Chuck: infatti tutta la vicenda era una "storia" ideata dallo scrittore per farsi consegnare la pistola con cui Sam gli sparò. I due tentano di sviarla ma alla fine lei riesce a trovare l'arma e distruggerla. Al bunker, Dean rivela a Sam che Lilith gli ha confidato che Chuck ha previsto, come finale della sua storia su di loro, che un fratello uccida l'altro e a quel punto Sam gli rivela che i suoi sogni ruotano proprio attorno a questa eventualità: Sam deduce quindi che la sua mente e quella di Chuck sono in qualche modo collegate dalla ferita dello sparo mentre Dean, preso dallo scoraggiamento, si chiede come possano affrontare Dio ora che non hanno più la pistola.
- Supernatural Legends: Licantropi, Lilith.
- Guest star: Anna Grace Barlow (Ashley Monroe/Lilith), Luke Camilleri (Josh May).
- Altri interpreti: Markian Tarasiuk (Andy May), Rachel Hayward (Sceriffo Dignan).
- Ascolti USA: telespettatori 1,30 milioni - rating 18-49 anni 0,3%[8]

## Età d'oro
- Titolo originale: Golden Time
- Diretto da: John Showalter
- Scritto da: Meredith Glynn

### Trama
Sam e Dean vengono raggiunti dal fantasma di Eileen, anche lei fuggita dall'Inferno, che chiede loro aiuto per andare in Paradiso: Dean le rivela che non c'è modo di esaudire la sua richiesta, ma le propongono di usare un incantesimo che permette di richiudere le anime in un cristallo nel quale lo spirito possa vivere serenamente. Sam e Eileen raggiungono l'appartamento di Rowena che è stato da poco saccheggiato e a terra giace il cadavere di una strega. Mentre Sam cerca gli ingredienti per l'incantesimo, Eileen trova una stanza segreta nella quale Rowena conservava tutti i suoi appunti. Sam ritrova l'incantesimo che Rowena aveva ideato per riportare Mary Winchester in vita anche in assenza del corpo (ma che non aveva più utilizzato perché la madre era soddisfatta della sua vita e voleva restare in Paradiso) e decide di usarlo per riportare in vita Eileen. Appena usciti dall'appartamento, Sam viene attaccato da una famiglia di streghe che da giorni sta sorvegliando l'abitazione di Rowena per mettere le mani sul suo prezioso tesoro. La strega madre ruba l'incantesimo di resurrezione a Sam e ha intenzione di usarlo per riportare in vita la figlia, morta nell'appartamento di Rowena. Infatti la strega rivela a Sam che l'abitazione è protetta da un sortilegio, letale per gli intrusi, ma dal quale il cacciatore è immune, dunque lo obbliga a prendere altri oggetti per lei. Grazie all'intervento di Dean, le streghe vengono uccise e Sam riesce a riportare in vita Eileen. Nel frattempo Castiel si occupa di alcune sparizioni sospette in una cittadina nel Wyoming scoprendo che è opera di un Djinn e, dopo aver ucciso la creatura, decide di tornare a cacciare mostri. Infine Sam tenta di convincere Dean che troveranno un modo per fermare Chuck, ma per farlo è indispensabile che lavorino assieme.
- Supernatural Legends: fantasmi, streghe, Djinn.
- Guest star: Shoshannah Stern (Eileen Leahy).
- Musiche: So Quiet (Cobra Ramone)
- Ascolti USA: telespettatori 1,14 milioni - rating 18-49 anni 0,2%[9]

## Ultima chiamata
- Titolo originale: Last Call
- Diretto da: Amyn Kaderali
- Scritto da: Jeremy Adams

### Trama
Dean si reca in Texas per indagare sulla scomparsa di una ragazza e trova un suo amico, Lee Webb, ex cacciatore ritiratosi dopo un ultimo caso particolarmente cruento; il maggiore dei Winchester scopre che il responsabile delle sparizioni è proprio Lee, che periodicamente offre vittime in sacrificio ad un Marid per ottenere ricchezza e salute, quindi dopo aver ucciso la creatura Dean è costretto a fare altrettanto con lui. Nel frattempo Castiel torna al bunker da Sam e Eileen, tra i quali sta nascendo un sentimento, e per scovare Chuck tenta di analizzare la ferita di Sam, il che però lo porta ad un passo dalla morte: l'angelo si rivolge quindi allo sciamano Sergei che salva Sam e spiega che quest'ultimo e Chuck sono connessi in quanto la pistola con cui il cacciatore ha ferito Dio ha usato come proiettile una parte della sua anima. Durante la cura, Sam ha delle visioni inerenti ai ricordi di Chuck e quindi rivela a Dean, Castiel e Eileen che Chuck è debole e che possono batterlo.
- Supernatural Legends: Mārid.
- Guest star: Shoshannah Stern (Eileen), Christian Kane (Lee Webb), Dmitri Vantis (Sergei).
- Ascolti USA: telespettatori 1,07 milioni - rating 18-49 anni 0,3%[10]

## Padre nostro, che non sei nei Cieli
- Titolo originale: Our Father, Who Aren't in Heaven
- Diretto da: Richard Speight Jr.
- Scritto da: Eugenie Ross-Leming e Brad Buckner

### Trama
Dean ipotizza che analizzando la Tavoletta Demoni si possa trovare il modo per rinchiudere Chuck come questi fece con Amara e così i quattro chiedono di nuovo aiuto a Donatello, il quale rivela che solo l'arcangelo Michele è a conoscenza di questo segreto. Sam, Dean e Castiel si recano all'Inferno per parlarle con l'arcangelo, ipotizzando che si trovi ancora nella Gabbia dopo l'Apocalisse: qui scoprono che Rowena è la nuova regina degli Inferi ma che Michele è fuggito quando Chuck aprì la voragine. L'arcangelo, che si trova ancora nel corpo di Adam (con il quale ha stretto un buon rapporto), viene raggiunto da Lilith, che ha il compito di condurlo da Chuck ma che viene distrutta dall'arcangelo; Donatello ne rileva la posizione e Castiel riesce a convincerlo ad incontrarsi: dopo aver scoperto qual è il vero piano di Dio, Michele si convince ad aiutarli fornendo loro l'incantesimo e aprendo per Dean e Castiel un portale per il Purgatorio, dove si trova un ingrediente essenziale (il bocciolo del Leviatano). Nel frattempo Chuck, dopo aver minacciato i Winchester di lasciar perdere il loro piano, assume le sembianze di una cacciatrice, Sue Barrish, amica di Eileen e riesce a intrappolare quest'ultima e Sam.
- Supernatural Legends: arcangeli, Dio, demoni, angeli.
- Guest stars: Jake Abel (Adam Milligan/Michele), Ruth Connell (Rowena), Keith Szarabajka (Donatello Redfield).
- Ascolti USA: telespettatori 1,09 milioni - rating 18-49 anni 0,3%[11]

## La trappola
- Titolo originale: The Trap
- Diretto da: Robert Singer
- Scritto da: Robert Berens

### Trama
Chuck spiega a Sam che le loro ferite non si sono ancora rimarginate perché lui nutre ancora la speranza di trovare un modo per fermarlo e per questo decide di mostrargli cosa succederebbe se riuscissero a sigillarlo: dopo aver perso i loro cari, i Winchester verrebbero uccisi da Bobby dopo essere diventati vampiri ma soprattutto il pianeta cadrebbe nelle mani dei mostri. Nel frattempo Dean e Castiel riescono a recuperare il bocciolo del Leviatano in Purgatorio e a riappacificarsi per poi tornare al bunker e realizzare l'incantesimo sigillando il nuovo Marchio in una sfera: dopo aver rintracciato Sam e Eileen grazie al telefono di quest'ultima giungono in loro soccorso ma Sam decide di non ultimare l'incantesimo a causa di ciò che ha visto; avendo quindi perso la speranza di fermare Chuck le due ferite scompaiono e quest'ultimo svanisce. Eileen, dopo aver baciato Sam, lascia il bunker mentre Dean rassicura il fratello dicendo di credergli circa le visioni che Chuck gli ha imposto e che troveranno un altro modo per fermarlo quando tornerà; nel frattempo, nel Vuoto, Billie dice a Jack di prepararsi.
- Supernatural Legends: leviatani, Purgatorio, Nulla cosmico.
- Guest stars: Jim Beaver (Bobby Singer), Kim Rhodes (Jody Mills), Alexander Calvert (Jack), Lisa Berry (Billie).
- Ascolti USA: telespettatori 1,13 milioni - rating 18-49 anni 0,3%[12]

## Il viaggio degli eroi
- Titolo originale: The Heroes' Journey
- Diretto da: John Showalter
- Scritto da: Andrew Dabb

### Trama
Sam e Dean vengono contattati da Garth, che li informa che un amico di sua moglie è a conoscenza di un luogo dove i mostri si ritrovano per partecipare ad un fight club clandestino. I due fratelli, tuttavia, stanno facendo i conti con una situazione del tutto nuova per loro: non sono più infatti gli eroi della storia di Chuck e per questo stanno sperimentando problemi comuni a cui tuttavia non sanno far fronte. Garth li aiuterà con il covo e consiglierà loro un luogo in Alaska dove recarsi se si è persa la propria buona sorte.
- Supernatural Legends: licantropi, spettri, vampiri, mutaforma, Fortuna.
- Guest star: DJ Qualls (Garth Fitzgerald IV).
- Ascolti USA: telespettatori 1,02 milioni - rating 18-49 anni 0,2%[13]

## I giocatori d'azzardo
- Titolo originale: The Gamblers
- Diretto da: Charles Beeson
- Scritto da: Meredith Glynn e Davy Perez

### Trama
Sam e Dean raggiungono il luogo indicato da Garth, una sala da biliardo gestita dalla dea Fortuna: i Winchester la sfidano per tornare alla loro buona sorte, ma perdono la partita finale in cui avevano scommesso le loro vite per la liberazione di tutti i clienti. La dea, tuttavia, impressionata dal loro eroismo, decide di liberare tutti gli avventori del posto e restituire ai due fratelli la loro fortuna, dando poi loro un criptico messaggio su come affrontare Chuck. Nel frattempo Castiel viene contattato da uno sceriffo che lo mette al corrente del ritorno di Jack, che ha commesso una serie di omicidi: quando i due riescono a tornare al bunker, il Nephilim spiega ai Winchester che Billie l'ha tenuto nascosto nel Vuoto per proteggerlo da Chuck e che l'ha rimandato sulla Terra perché possa diventare progressivamente più forte (gli omicidi erano infatti ai danni dei malvagi angeli Grigori, i cui cuori sono una preziosa fonte di energia) e infine possa uccidere Dio.
- Supernatural Legends: Fortuna, Grigori.
- Ascolti USA: telespettatori 1,07 milioni - rating 18-49 anni 0,3%[14]

## Cervello galattico
- Titolo originale: Galaxy Brain
- Diretto da: Richard Speight Jr.
- Scritto da: Meredith Glynn e Robert Berens

### Trama
Dopo che Chuck decide di distruggere tutti i mondi tranne quello dove si trovano i "veri" Sam e Dean in modo da concentrarsi su di loro, la Kaia del mondo oscuro rapisce Jody in modo da costringere i Winchester ad aiutarla a tornare nel suo mondo, del quale ha visto la distruzione in atto dato il suo collegamento mentale con la Kaia del nostro mondo, che è ancora viva ma bloccata nel mondo oscuro. Jack, a cui Billie ha proibito di usare i suoi poteri, costringe allora Merle, la mietitrice incaricata di sorvegliarlo, ad aiutarli nel recupero, che va a buon fine sebbene la Kaia del mondo oscuro decida di rimanere in esso per morire nel suo pianeta: quando Kaia e Jody lasciano il bunker, tuttavia, Billie appare e, dopo aver ucciso Merle, spiega che quando Chuck cominciò a creare altri mondi oltre al loro mise in atto un meccanismo di equilibrio che ha portato alla creazione del suo libro nella biblioteca della Morte in cui è scritto che Jack lo ucciderà e che i Winchester sono i portatori della sua distruzione.
- Supernatural Legends: Dream-walking, Dio, Morte, Mietitori.
- Guest stars: Kim Rhodes (Jody Mills), Lisa Berry (Billie/Morte), Yadira Guevara-Prip (Kaia Nieves/Kaia del mondo oscuro).
- Ascolti USA: telespettatori 0,98 milioni - rating 18-49 anni 0,2%[15]

## La figlia del Destino
- Titolo originale: Destiny's Child
- Diretto da: Amyn Kaderali
- Scritto da: Brad Buckner e Eugene Ross-Leming

### Trama
Billie raggiunge il bunker e affida a Jack una nuova missione per rafforzarsi spiritualmente: trovare l'Occultum. Castiel chiama quindi Sergei per avere informazioni su cosa sia e dove si trovi, così lo sciamano li indirizza da Jo, il tramite di Anael, che rivela a Dean e Sam che l'Occultum è stato nascosto all'Inferno da Ruby; Castiel, tuttavia, non si fida della guaritrice e con l'aiuto di Jack riesce a interpellare Ruby nel Nulla, che lo affronta dopo aver assunto l'aspetto di Meg. Conclusi i rispettivi viaggi (durante i quali il bunker viene presidiato dai due Sam e Dean della dimensione alternativa, fuggiti dal loro mondo) i quattro si recano quindi in una chiesa abbandonata dove trovano l'Occultum: Jack, interpretando le parole incise su di esso, lo ingerisce e viene così portato nel Giardino dell'Eden; al suo ritorno il Nephilim ha riacquistato la sua anima e, in lacrime, chiede perdono a Sam e Dean per la morte di Mary.
- Supernatural Legends: Morte, viaggio dimensionale, Vuoto cosmico, Giardino dell'Eden.
- Guest stars: Lisa Berry (Billie/Morte), Genevieve Cortese (Ruby), Danneel Harris (Jo), Rachel Miner (Meg/Nulla).
- Ascolti USA: telespettatori 1,06 milioni - rating 18-49 anni 0,2%[16]

## Ultime vacanze
- Titolo originale: Last Holiday
- Diretto da: Eduardo Sánchez
- Scritto da: Jeremy Adams

### Trama
Nel tentativo di aggiustare le tubature del bunker, Sam e Dean disattivano il quadro generale e così facendo liberano la signora Butters, una ninfa dei boschi che gli Uomini di Lettere assoggettarono, attraverso il lavaggio del cervello e la tortura, in modo che diventasse la loro governante: l'essere con i suoi modi garbati si guadagna la fiducia di Sam, Dean e Jack, ma, resasi conto della natura del Nephilim, lo ritiene una minaccia per gli abitanti del rifugio e lo imprigiona. Dopo aver fatto lo stesso con Sam e Dean, convinta che i fratelli fossero stati plagiati da Jack, la ninfa viene persuasa della bontà di Jack e della sua missione di salvare il mondo e così, scoperto anche l'assoggettamento di cui era vittima, viene liberata e torna a vivere nei boschi. Alla fine Sam, Dean e Jack festeggiano il compleanno di quest'ultimo rinnovandogli la loro fiducia.
- Supernatural Legends: Ninfe.
- Guest stars: Meagen Fay (signora Butters), Kavan Smith (Cuthbert Sinclair).
- Ascolti USA: telespettatori 1,13 milioni - rating 18-49 anni 0,4%[17]

## Gimme Shelter
- Titolo originale: Gimme Shelter
- Diretto da: Matt Cohen
- Scritto da: Davy Perez

### Trama
Mentre Jack e Castiel si recano in Missouri per indagare sulle morti di alcuni componenti di una comunità di fedeli, Sam e Dean si recano ad Atlantic City dove sperano di trovare Amara. L'essere cosmico li avvicina e i due le spiegano il loro piano per eliminare Chuck, ma Amara rifiuta di tradire il gemello nonostante tutto; Dean, tuttavia, dopo averle chiesto il motivo per cui aveva riportato in vita Mary, riesce a farla ragionare e Amara gli promette che penserà alla sua proposta. Una volta risolto il caso, Jack rivela a Castiel che la sua missione si concluderà con la scomparsa di Chuck e Amara ma anche con la sua morte, il che spinge l'angelo a cercare un'altra soluzione e a rivelare il tutto a Dean nonostante avesse promesso al Nephilim di tacere.
- Supernatural Legends: Oscurità.
- Guest star: Emily Swallow (Amara/Oscurità).
- Ascolti USA: telespettatori 1,07 milioni - rating 18-49 anni 0,3%[18]

## Trascinami via (da te)
- Titolo originale: Drag Me Away (From You)
- Diretto da: Amyn Kaderali
- Scritto da: Meghan Fitzmartin

### Trama
Sam e Dean ricevono una richiesta d'aiuto da una loro vecchia conoscenza, che chiede ai due di indagare sulla morte del fratello della quale incolpa una creatura che i Winchester avevano già affrontato in passato. Nel corso delle indagini Billie avvicina Dean e gli rivela che Chuck ha ormai concluso la sua opera di distruzione e che rimane solo il loro mondo, perciò lo scontro finale è ormai alle porte ed è necessario che tutto sia pronto. Una volta risolto il caso, Dean confessa quindi a Sam tutta la verità, provocando una sua furiosa reazione quando scopre che Jack dovrà morire.
- Supernatural Legends: Baba Jaga, Morte.
- Guest stars: Lisa Berry (Billie/Morte), Paxton Singleton (giovane Dean Winchester), Christian Michael Cooper (giovane Sam Winchester).
- Ascolti USA: telespettatori 0,92 milioni - rating 18-49 anni 0,3%[19]

## Unità
- Titolo originale: Unity
- Diretto da: Catriona McKenzie
- Scritto da: Meredith Glynn

### Trama
Amara raggiunge Sam e Dean informandoli del ritorno di Chuck e poco dopo il maggiore dei Winchester, litigando col fratello, esclama di non considerare Jack parte della famiglia venendo sentito dal Nephilim, con cui parte per ultimare il piano di Billie. Mentre Amara tenta inutilmente di riportare il fratello alla ragione, segregandosi quindi insieme a lui in una stanza del bunker, Jack e Dean raggiungono Adamo, il primo uomo, che dopo aver sottoposto il Nephilim ad un test gli dona una sua costola, l'ultimo ingrediente necessario; sulla via di casa, Dean lo ringrazia per la sua intenzione di sacrificarsi e rendere quindi lui e Sam liberi e, ricevuto il messaggio di avvio del piano, Jack assorbe la costola. Sam intanto si confronta con Castiel esternando i suoi dubbi sul piano di Billie e i due decidono quindi di trovare la chiave per accedere alla biblioteca di Morte per parlarle: giunto sul posto Sam trova il Nulla, ancora nelle vesti di Meg, che sta uccidendo vari mietitori per parlare attirare l'attenzione di Billie; Sam riesce a convincerla a cederle il libro su Chuck e apprende dall'entità che in realtà il piano di Billie è finalizzato a farle prendere il posto di Dio e riportare tutto com'era all'inizio, dando quindi vita ad un ennesimo identico ciclo di eventi. Sam tenta quindi di parlare con Dean ma questi non vuole sentire ragioni, arrivando a puntargli contro la pistola; nel frattempo Chuck rivela alla sorella che in realtà ha già previsto tutto quanto sta accadendo e soprattutto le menzogne dei Winchester, convincendola così a riunirsi in un unico essere. Sam e Dean si riappacificano ma Chuck riesce ad evadere: dopo essersi detto stanco di tutto quanto, abbandona i quattro proprio mentre Jack comincia a dare segni di cedimento.
- Supernatural Legends: Dio, Oscurità, Vuoto cosmico, Adamo.
- Guest stars: Emily Swallow (Amara/Oscurità), Rachel Miner (Nulla/Meg), Alessandro Juliani (Adamo).

## Disperazione
- Titolo originale: Despair
- Diretto da: Richard Speight Jr.
- Scritto da: Robert Berens

### Trama
Billie arriva al bunker e porta Jack nel Nulla poco prima che esploda: il Nephilim, pur perdendo i suoi poteri, sopravvive e viene riportato sulla Terra dalla Morte solo dopo che Sam le restituisce il libro di Chuck, che ora presenta un nuovo finale. Billie vorrebbe portare Jack con sé ma Dean, tuttavia, riesce a ferirla con la sua falce e a costringerla alla fuga. I due fratelli vengono quindi chiamati da Charlie la cui compagna è sparita nel nulla davanti ai suoi occhi, e quindi deducono che Billie ha dato il via al suo piano di eliminazione di tutti coloro che vengono da altri mondi o che sono tornati in vita (tra cui anche Eileen): Sam e Jack organizzano quindi la resistenza con Bobby, Charlie e Donna mentre Dean e Castiel si infiltrano nella biblioteca della Morte per fermarla. Le protezioni predisposte da Sam si rivelano tuttavia inutili ma Billie confessa che non è opera sua, essendo sul punto di morire a causa della ferita infertale da Dean: quest'ultimo e Castiel riescono a ritornare al bunker ma non avendo alternative l'angelo, dopo un discorso straziante in cui ricorda il patto stretto con il Vuoto (che prevedeva che l'entità avrebbe preso Castiel nel momento in cui avrebbe trovato la vera felicità), ringrazia Dean per averlo cambiato, evocando così il Vuoto e sparendo insieme a Billie. Jack e Sam capiscono quindi che ancora una volta c'è Chuck dietro a tutto e contemplano il mondo ormai desolato mentre Dean cede alla disperazione.
- Supernatural Legends: Morte, Vuoto cosmico.
- Guest stars: Lisa Berry (Billie/Morte), Rachel Miner (Nulla/Meg), Felicia Day (Charlie Bradbury), Jim Beaver (Bobby Singer), Briana Buckmaster (Donna Hanscum).

## Eredita la Terra
- Titolo originale: Inherit the Earth
- Diretto da: John F. Showalter
- Scritto da: Eugenie Ross-Leming e Brad Buckner

### Trama
Dean raggiunge Sam e Jack e li informa della scomparsa di Castiel e Billie; tempo dopo, stanchi di essere rimasti da soli sulla Terra, i Winchester chiamano Chuck e si dicono pronti ad arrendersi, ma quest'ultimo decide di lasciare le cose come stanno ritenendola una soluzione più avvincente. Tornati al bunker, Jack avverte una presenza che si rivela essere Michele, il quale decide di aiutarli a fermare suo padre: poco dopo aver tentato inutilmente di aprire il libro della Morte al bunker si ripresenta Lucifero, che con uno stratagemma riesce a leggere il finale del volume (essendo stato richiamato in vita da Chuck) ma viene poi ucciso dal fratello. I quattro realizzano quindi l'incantesimo che si trova sul libro - tradotto da Sam - ma Chuck, presentatosi sul posto, prima uccide Michele per poi pestare brutalmente i Winchester: questi ultimi, a questo punto, gli rivelano che in realtà hanno architettato tutto per far sì che Jack, che da quando era esploso nel Vuoto aveva cominciato ad assorbire l'energia dell'ambiente circostante, assorbisse quanto più potere possibile fino a diventare più forte di lui. Il Nephilim assorbe quindi i poteri del nonno e i Winchester decidono di lasciarlo in vita, relegandolo a essere un comune essere umano, per poi riportare il mondo alla normalità; ultimata la sua missione Jack saluta Dean e Sam, che finalmente sono liberi.
- Supernatural Legends: Arcangeli, Vuoto cosmico, Dio.
- Guest stars: Mark Pellegrino (Lucifero), Jake Abel (Michele).

## Proseguire
- Titolo originale: Carry On
- Diretto da: Robert Singer
- Scritto da: Andrew Dabb

### Trama
Ormai abituati alla loro nuova vita, Sam e Dean indagano su un caso di vampiri di cui avevano già visto le maschere utilizzate per i loro raid nel diario del padre: trovato il loro nido e liberati gli ostaggi Dean rimane vittima nella colluttazione e, dopo aver chiesto al fratello di non riportarlo indietro e avergli esternato tutto il suo amore e il suo rispetto per lui, giunge nel nuovo Paradiso creato da Jack. Sam, dopo l'iniziale dolore per la definitiva scomparsa del fratello, memore della promessa fatta a quest'ultimo continua nella sua missione costruendosi una vita e morendo serenamente di vecchiaia sotto gli amorevoli occhi del figlio Dean, per poi ricongiungersi con il fratello e tutti i suoi cari in Paradiso.
Nella scena prima dei titoli di coda Jensen Ackles e Jared Padalecki ringraziano i fan della serie assieme al resto del cast.
- Supernatural Legends: Vampiri, Paradiso.
- Guest star: Jim Beaver (Bobby Singer).